# Az olajherceg
Az olajherceg 1965-ben bemutatott, 89 perces NSZK-jugoszláv kalandfilm, Karl May Az olajkirály című művének felhasználásával.

## Történet
A film cselekménye eltér a regénytől, itt Old Surehand a főszereplő, aki abban segítette a szegény fehér telepeseket, hogy azok új földterülethez juthassanak. Az itt élő indiánok azonban ellenálltak, nem szívesen engedték át az értékes vidéket. Ráadásul ugyanerre a területre az Olajhercegnek is fájt a foga. A „herceg” hatalmas olajmezőket sejtett ezen a helyen. Emiatt pedig megölette Old Surehand barátját, aki a telepeseket vezette volna. Old Surehand és Winnetou azonban felvették a harcot az elvetemült Olajherceg ellen. Míg a nagy fehér vadász a barátja gyilkosát kereste, az apacs törzsfőnök addig meggyőzte az indiánokat, hogy engedjék át a földet a bevándorlóknak.

## Szereposztás
| Szerep                 | Színész                | Magyar hangja (1. szinkron, 1997) | Magyar hangja (2. szinkron) |
| ---------------------- | ---------------------- | --------------------------------- | --------------------------- |
| Old Surehand           | Stewart Granger        | Versényi László                   | Kőszegi Ákos                |
| Winnetou               | Pierre Brice           | Csankó Zoltán                     | Szatmári Attila             |
| Bill Campbell          | Walter Barnes          | Kardos Gábor                      | ?                           |
| Az olajherceg          | Harald Leipnitz        | Orosz István                      | Borbély László              |
| Lizzy                  | Macha Méril            | Mezei Kitty                       | Pekár Adrienn               |
| Mrs. Ebersbach         | Antje Weisgerber       | Ősi Ildikó                        | ?                           |
| Richard Forsythe       | Terence Hill           | Holl Nándor                       | Posta Victor                |
| Aurelius Hampel kántor | Heinz Erhardt          | Várday Zoltán                     | Várkonyi András             |
| Old Wabbler            | Milan Srdoc            | Varga Tamás                       | ?                           |
| Mokasi                 | Milivoje Popovic-Mavid | Kajtár Róbert                     | ?                           |
| Kovacz                 | Gerd Frickhöffer       | Melis Gábor                       | ?                           |